# إدارة النزاعات
إدارة النزاعات هي عملية الحد من الجوانب السلبية للنزاع مع زيادة الجوانب الإيجابية له. الهدف من فض النزاعات هو تحسين التعلم، والنتائج الجماعية، يشمل هذا الفعالية أو الأداء في بيئة منظمة. يمكن للنزاع المُدار بشكل صحيح أن يحسن النتائج الجماعية.

## حل النزاع
ينطوي حل النزاعات على الاختزال، أو الإلغاء، أو الإنهاء لجميع أشكال وأنواع النزاعات. هناك خمسة أساليب لفض النزاعات كما حددها توماس وكيلمان، وهي: التنافس، والمساومة، والتعاون، والتجنب، والتأقلم.
يمكن للشركات الاستفادة من الأنواع والمستويات المناسبة من النزاع. وهذا هو الهدف من فض النزاعات، وليس الهدف من حل النزاع. فض النزاع لا تعني حل النزاع.
يقلل فض النزاع من النتائج السلبية للنزاع، ويعزز النتائج الإيجابية له بهدف تحسين التعلم في المنظمة.
يزيد النزاع المُدار بشكل صحيح من التعلم التنظيمي عن طريق زيادة عدد الأسئلة المطروحة وتشجيع الأفراد على تحدي الوضع الراهن.
يشمل النزاع التنظيمي على مستوى الأفراد النزاعات بين الأقران، وكذلك النزاع بين المشرف والمرؤوس. الوساطة الموجهة نحو المجموعات هي طريقة وساطة مناسبة بشكل خاص للنزاعات بين زملاء العمل، أو الزملاء أو الأقران، وخاصة النزاعات الشخصية العميقة، أو النزاعات متعددة الثقافات، أو الإثنيات. يستمع الوسيط إلى كل طرف على حدة في جلسة تمهيدية أو قبل الوساطة قبل إحضارهما إلى جلسة مشتركة. تشمل الجلسة التمهيدية أيضًا التدريب ولعب الأدوار. والفكرة هي أن الطرفين سيتعلمان كيفية التحدث مباشرة مع خصمهما في الجلسة المشتركة. تنشأ بعض التحديات الفريدة عندما تشمل النزاعات التنظيمية المشرفين والمرؤوسين. تقييم الأداء التفاوضي هو أداة لتحسين التواصل بين المشرفين والمرؤوسين، وهو مفيد بشكل خاص كنموذج بديل للوساطة، لأنه يحتفظ بالسلطة الهرمية للمشرفين مع تشجيع الحوار والتعامل مع الاختلافات في الرأي.

## اتجاهات النزاع
هناك ثلاث اتجاهات لأي نزاع: خسارة-خسارة، وفوز-خسارة، وفوز-فوز. اتجاه خسارة-خسارة هو نوع من النزاع يميل إلى الانتهاء بشكل سلبي على جميع الأطراف المعنية. ينتج عن اتجاه فوز-خسارة فوز طرف ما، ويكون ذلك عادة على حساب الطرف الآخر. بينما اتجاه فوز-فوز هو أحد أهم المفاهيم الأساسية لفض النزاعات. قد يكون حل فوز-فوز والذي تم التوصل إليه عن طريق التفاوض التكاملي قريبًا من الحل الأمثل لكلا الطرفين. تحدث هذه المقاربة عن طريق مقاربة تعاونية بدلًا من مقاربة تنافسية.
على الرغم من أن مفهوم فوز-فوز هو الاتجاه المثالي، إلا أن فكرة أنه لا يمكن أن يكون هناك إلا فائز واحد فقط تتعزز باستمرار في الثقافة الأمريكية:
«يُصنع اتجاه فوز-خسارة في مجتمعنا من خلال المنافسة الرياضية، والقبول في البرامج الأكاديمية، وأنظمة الترويج الصناعي، وما إلى ذلك. يميل الأفراد إلى التعميم من مواقفهم المتعلقة باتجاه فوز-خسارة وتطبيق هذه التجارب على المواقف غير الثابتة بشكل موضوعي».
مثل هذه العقلية يمكن أن تكون مدمرة عند التواصل مع المجموعات الثقافية المختلفة من خلال خلق حواجز في التفاوض، والحل، والتسوية؛ كما يمكن أن يؤدي أيضا إلى شعور الخاسر بأنه متوسط المستوى. عندما يكون اتجاه فوز-فوز غائبًا في التفاوض، يمكن ملاحظة ردود مختلفة على النزاع.

## نماذج إدارة النزاع المبكر
كان بليك وموتون (1964) من بين أوائل من قدموا مخططًا مفاهيميًا لتصنيف الأنماط الخاصة بالتعامل مع النزاعات الشخصية في خمسة أنواع: الإجبار، والتراجع، واللطف، والتسوية، وحل المشكلة.
في السبعينيات والثمانينيات، بدأ الباحثون في استخدام نوايا الأطراف المعنية لتصنيف أنماط فض النزاعات التي أدرجوها في نماذجهم. وضع كل من توماس (1976)، وبرويت (1983) نموذجًا قائمًا على مخاوف الأطراف المعنية في النزاع. أدى مزيج من اهتمام الأطراف بمصالحهم الخاصة (أي الذاتية)، واهتمامهم بمصالح خصمهم (أي التعاونية) إلى نمط معين لفض النزاع. أطلق برويت على هذه الأساليب: المربحة (ذاتية منخفضة / تعاونية عالية)، وحل المشكلات (ذاتية عالية / تعاونية عالية)، والكسولة (ذاتية منخفضة / تعاونية منخفضة)، والتنافسية (ذاتية عالية / تعاونية منخفضة). يجادل برويت بأن حل المشكلات هو الطريقة المفضلة عند البحث عن خيارات مفيدة للطرفين (فوز-فوز).